# Im Schatten des Lebens
Im Schatten des Lebens (Originaltitel: Boot Polish) ist ein Hindi-Film von Prakash Arora aus dem Jahr 1954, der in einer gekürzten Fassung auch in der DDR veröffentlicht wurde.

## Handlung
Belu und ihr Bruder Bhola sind Kinder, die mit ihrem Schicksal schwer zu kämpfen haben: Ihr Vater sitzt im Gefängnis und ihre Mutter ist tot. Noch dazu zwingt sie ihre böse Tante Kamla auf den Straßen Bombays zu betteln. Nur ihr bester Freund Onkel John, ein Schwarzhändler, zeigt ihnen im Ghetto der Metropole noch in Würde zu leben.
Daraufhin kommt Bhola auf die Idee mit dem erbettelten Geld eine Schuhputzausrüstung zu kaufen. Nach anfänglichen Schwierigkeiten läuft das Geschäft, nur ihre Tante darf nichts davon mitbekommen. Als die Tante dann doch davon erfährt, schmeißt sie die Kinder aus dem Haus. Zwar gibt John ihnen eine Unterkunft, aber nach seiner Festnahme sind die Kinder auf sich alleine gestellt. Als dann auch noch der Monsun einsetzt, werden die Schuhputzer nicht mehr gebraucht und die Kinder drohen zu verhungern. 
Schließlich kommt die Polizei und nimmt die beiden mit sich. Belu entwischt in einen Zug. In dem Zug wird Belu von einer reichen Familie aufgenommen, kann aber ihren Bruder nicht vergessen.
Nun gibt Belu, als reiches Mädchen, den Bettlern Geld. Letztendlich kommt sie auch wieder mit ihrem Bruder zusammen, der dann auch von der reichen Familie adoptiert wird. Zusammen leben sie dann glücklicher denn je.

## Musik
| Lied                                | Sänger    |
| ----------------------------------- | --------- |
| Lapak Jhapak Too Aare Badarwa       | Manna Dey |
| Nanhe Munhe Bacche Teri             |           |
| Raat Gaye Phir Din Aata Hai         |           |
| Tumhare Hai Tumse Daya Mangte Hai   |           |
| Thahar Jara O Jane Walu Babu Mister |           |
| Main Bahron Ki Natkhat Rani         |           |
| Chali Kaun Se Desh Gujhariya        |           |

Die Liedtexte zur Musik von Shankar-Jaikishan schrieben Shailendra, Hasrat Jaipuri und Saraswati Kumar Deepak.

## Hintergrund
Die tatsächliche Leitung des Projekts lag wahrscheinlich bei Kapoor und nicht bei seinem Assistenten Arora.
Rattan Kumar hatte als Kinderdarsteller auch große Erfolge in Zwei Hektar Land und Jagriti, schaffte es aber dennoch nicht sich später in Hauptrollen zu beweisen.

## Kritik
Der Filmdienst urteilt: „Eine bedrückende Schilderung der freud- und trostlosen Vergangenheit mit symbolhafter Zukunftshoffnung; ein wenig langatmig und gelegentlich etwas unverständlich.“

## Auszeichnungen
Filmfare Award 1955
- Filmfare Award/Bester Film an Raj Kapoor
- Filmfare Award/Bester Nebendarsteller an David
- Filmfare Award/Beste Kamera an Tara Dutt

Internationale Filmfestspiele von Cannes 1955
- nominiert für die Goldene Palme an Prakash Arora
- Special mention to a child actress an Kumari Naaz (gewonnen)